# Эфиопика
«Эфио́пика» (др.-греч. Αἰθιοπικά) — один из пяти канонических греческих романов, написанный Гелиодором в III или IV веке н. э. Сюжет его посвящён приключениям влюблённой пары Хариклеи и Теагена, а также их странствиям, включающим побочные линии повествования и судьбы других героев.

## Фабула
Дочь эфиопских царя Гидаспа и царицы Персинны родилась белой, потому что её мать во время беременности смотрела на мраморную статую. Боясь обвинения в супружеской измене, Персинна отдает дочь на попечение гимнософиста Сисимитра. Он везёт её в Египет и оставляет у Харикла, пифийского жреца, который даёт ей своё имя — Хариклея. Затем её отправляют в Дельфы и делают там жрицей Артемиды. Теаген, благородный фессалиец, прибывает в Дельфы, и двое влюбляются в друг друга. Он похищает Хариклею с помощью Каласирида, египтянина, нанятого Персинной, чтобы разыскать её дочь. Следует множество опасных приключений: пираты, разбойники, и другие. Все превратности судьбы крутятся главным образом вокруг того, что почти все встречающиеся им на пути мужчины хотят жениться на Хариклее, а женщины мечтают соблазнить Теагена. Но главные персонажи в конечном счете встречаются в Мероэ в тот самый момент, когда Хариклею готовится принести в жертву богам её собственный отец. Происходит сцена узнавания. Теаген и Хариклея становятся верховными жрецами и отменяют человеческие жертвоприношения. Все собираются вместе: Гидасп, Персина, Сисимитр, Харикл и на колеснице отправляются в город, чтобы совершить там обряд бракосочетания Теагена и Хариклеии.

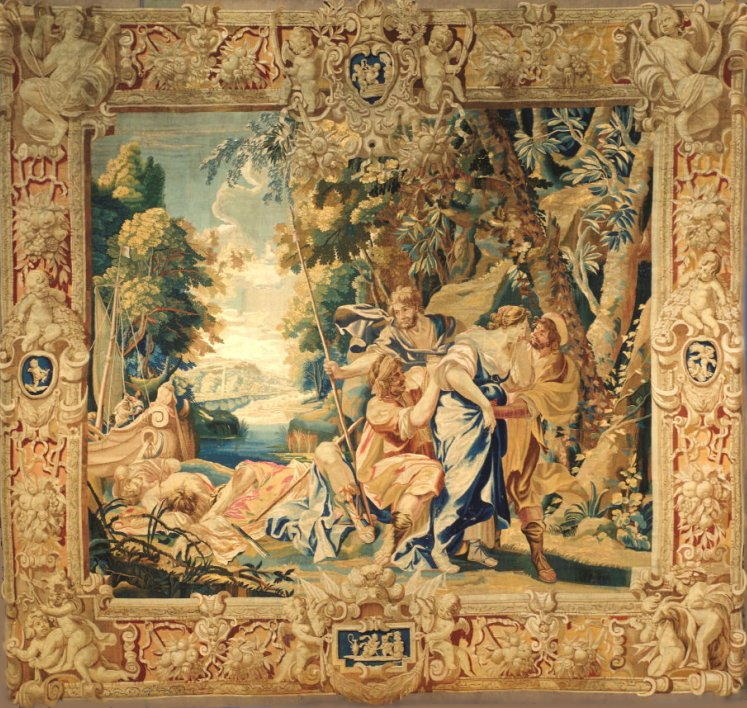
Хариклею уводят пираты (гобелен XVII века)

## Особенности
Название «Эфиопика» означает в переводе «эфиопские», при этом имеются в виду «эфиопские события», «эфиопские дела».
В отличие от других образцов греческого любовного романа в «Эфиопике» заметно присутствие большого количества мотивов, образов и рассуждений, относящихся к религии, мифологии, религиозной философии и религиозной морали. Здесь полностью представлен набор основных неопифагорейских мотивов, как они известны по филостратовскому «Жизнеописанию Аполлония Тианского» (мистико-теургический дух с налетом своего рода оккультизма, этика чистоты и целомудрия, особое почитание солнечного божества, религиозное просветительство в духе «возвышенных» представлений о богах). Неопифагореизм был обобщением настроений образованного общества Римской империи, тянувшегося к мистике, и он влияет на топику романа не как философская система, а как настроение.

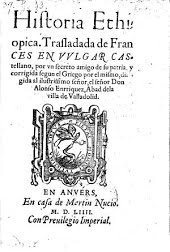
Титульный лист «Эфиопики» в переводе с французского на испанский, Антверпен, 1554 год

Р. Меркельбах (R. Merkelbach) в своей книге «Роман и мистерия в античное время» (Roman und Mysterium in der Antike, Munchen-Berlin, 1962), обосновывает точку зрения, что греко-римские романы «Амур и Психея», «Эфесий» и «Эфиопика» являются текстами мистерий, нарративными переложениями обрядов инициации.

## Гелиодор и Ахилл Татий
Ещё патриарх Фотий обратил внимание на сходство «Эфиопики» с романом Ахилла Татия «Левкиппа и Клитофонт». Поскольку в последнем шаблонные мотивы греческого романа снижены и травестированы, считалось аксиомой, что Ахилл Татий перевёл серьёзную эротическую топику Гелиодора в плоскость пародии. Однако в результате папирусных находок в конце XIX века выяснилось, что роман Ахилла Татия старше «Эфиопики» по крайней мере на век, а то и на два. В настоящее время общепринято мнение, что второй роман переводит мотивы первого в «возвышенный план».

### Исследования
- Зембатова Н. П. Роман Гелиодора «Эфиопика» и его место в истории жанра // Античный роман. М., «Наука», 1969. С. 92-106.
- Берзина С. Я. «Эфиопика» Гелиодора как источник по истории Мероэ // Мероэ. — [Вып. 1.] — М., 1977. — С. 146—190.